# ウィリアム・ペティ (第2代シェルバーン伯)
初代ランズダウン侯爵、第2代シェルバーン伯爵ウィリアム・ペティ（英: William Petty, 1st Marquess of Lansdowne and 2nd Earl of Shelburne, KG PC、1737年5月2日 - 1805年5月7日）は、イギリスの政治家、貴族、軍人。
アイルランド貴族フィッツモーリス家の分流の生まれ。生誕時の姓はフィッツモーリスだったが、1751年に父とともにペティに改姓。1760年に庶民院議員として政界入りし、翌1761年の爵位継承で貴族院議員に転じる。ホイッグ党大ピット派の政治家として頭角を現し、1778年に大ピットが死去するとその派閥を継承。アメリカ独立に反対し、1782年に国王ジョージ3世からの要請でロッキンガム侯に対する牽制として彼の内閣に入閣。ロッキンガムの死後には代わって首相（在職1782年-1783年）に任じられたが、アメリカ独立を認める仮講和締結を余儀なくされ、その批准をめぐって庶民院の採決に敗れ、1783年2月に辞職した。退任後は政界から退き、彼の派閥は小ピットに引き継がれ、近代トーリー党(後の保守党)を形成する。
父がシェルバーン伯に叙された1751年から自身が爵位を継承する1761年までフィッツモーリス子爵の儀礼称号を使用。1761年にシェルバーン伯爵位を継承し、1784年にランズダウン侯爵に叙せられた。首相在任時の最上位の保有爵位はシェルバーン伯爵だった。

## 概要
1737年に13世紀以来の歴史を持つアイルランド貴族ケリー＝リックナウ男爵（ケリー伯爵）フィッツモーリス家の分流である初代シェルバーン伯爵ジョン・フィッツモーリスの長男として生まれる。オックスフォード大学クライスト・チャーチで学ぶ。1751年に父とともに父の母方の姓ペティに改姓した（→出自と生い立ち）。
陸軍に入隊し、七年戦争に従軍した。軍人としては大将まで昇進する（→陸軍軍人として）。1760年に庶民院議員に当選して政界入り。その翌年にはシェルバーン伯爵位を継承して貴族院議員となる。ホイッグ党大ピット派に属した。1766年に大ピット内閣が成立すると南部担当国務大臣として入閣するが、1768年に大ピットに従って下野した（→政界入りと大ピット内閣閣僚）。
1778年に大ピットが死去するとその派閥を継承した。彼はアメリカ独立を認めることに強く反対し、アメリカ独立を承認するロッキンガム侯率いる派閥と対立した。また彼が議会外大衆の議会改革運動に理解を示したのに対し、ロッキンガムは議会外運動を嫌った。こうした思想の違いから両派は野党共闘をとれなかった（→シェルバーン伯派を率いる）。
アメリカ独立に反対する国王ジョージ3世の後押しを受けて1782年3月に成立した第2次ロッキンガム侯内閣に内務大臣として入閣し、親国王派閣僚として首相ロッキンガム侯に敵対的な態度をとった。同内閣においてアメリカ独立を無条件に認めることに反対し、アメリカ独立を無条件に認めるべきと主張する閣僚チャールズ・ジェームズ・フォックスと対立を深めた（→ロッキンガム侯内閣の閣僚）。
1782年7月にロッキンガム侯が死去すると国王により首相に任じられた。引き続きアメリカとの交渉を行い、両国間に何らかの紐帯を残そうとしたが、戦争に敗北した以上アメリカの要求を呑むしかなく、結局アメリカ完全独立を認めた。さらにミシシッピー川以東の領土割譲と英米自由貿易強化などを盛り込んだ仮講和条約を締結した。しかしフォックスら野党の反発を招き、1783年2月に仮条約批准は否決され、これにより辞職を余儀なくされた。しかし後任のポートランド公内閣(フォックス＝ノース連合)も結局仮講和条約とほぼ同じ内容のパリ条約締結を余儀なくされている（→首相として）。
首相退任後の1784年にランズダウン侯爵に叙されたが、退任後は事実上政界から引退。彼の派閥は小ピットに引き継がれ、近代トーリー党(後の保守党)となっていく。1805年に死去（→首相退任後）。
政党政治に超然としていたことから保守反動政治家と思われて不人気だったが、概して啓蒙的な意見の持ち主だった（→人物）。

## 経歴

### 出自と生い立ち
1737年5月2日、後に初代シェルバーン伯爵に叙されるジョン・フィッツモーリス(後にペティと改姓)とその妻メアリーの長男としてアイルランド王国首都ダブリンに生まれる。
父も母も13世紀以来ケリー男爵の爵位を継承し続けるアイルランド貴族フィッツモーリス家の出身である。父ジョンは初代ケリー伯(第21代ケリー男爵)トマス・フィッツモーリスの次男である。母メアリーは初代ケリー伯の弟ウィリアムの娘だった（従兄妹の結婚）。経済学者のウィリアム・ペティの曾孫にあたる。
次男であるためケリー伯爵位やケリー男爵位を継承することが予定されてなかった父は1751年に母方の姓ペティに改姓し、1753年にはペティ家に由来する爵位であるアイルランド貴族シェルバーン伯爵に叙せられた。ウィリアムも父の改姓の際にペティに改姓した。
オックスフォード大学クライスト・チャーチで学んだ。

### 陸軍軍人として
1757年にイギリス陸軍に入隊。1759年には7年戦争のミンデンの戦いに従軍した。1760年に大佐に昇進。1760年から1763年にかけてはイギリス国王の副官を務める。1760年にクロスター・カンペンの戦いに従軍。1765年には少将、1772年には中将、1783年には大将に昇進した。

### 政界入りと大ピット内閣閣僚
政界においては1760年にウィカム選挙区から庶民院議員に当選。1761年5月にシェルバーン伯爵位をはじめとする父の爵位を継承し、貴族院へ移籍した。
ホイッグ党に所属し、大ピット（チャタム伯爵）に近しい立場をとっていたため、1766年7月に大ピット内閣が成立すると南部担当国務大臣として入閣した。
大ピットやシェルバーン伯はアメリカ植民地の独立を防ぐため、植民地に対して温和な見解を有したが、対植民地強硬派の閣僚が増えてくると、二人は孤立し、1768年10月に二人揃って辞職することになった。

### シェルバーン伯派を率いる

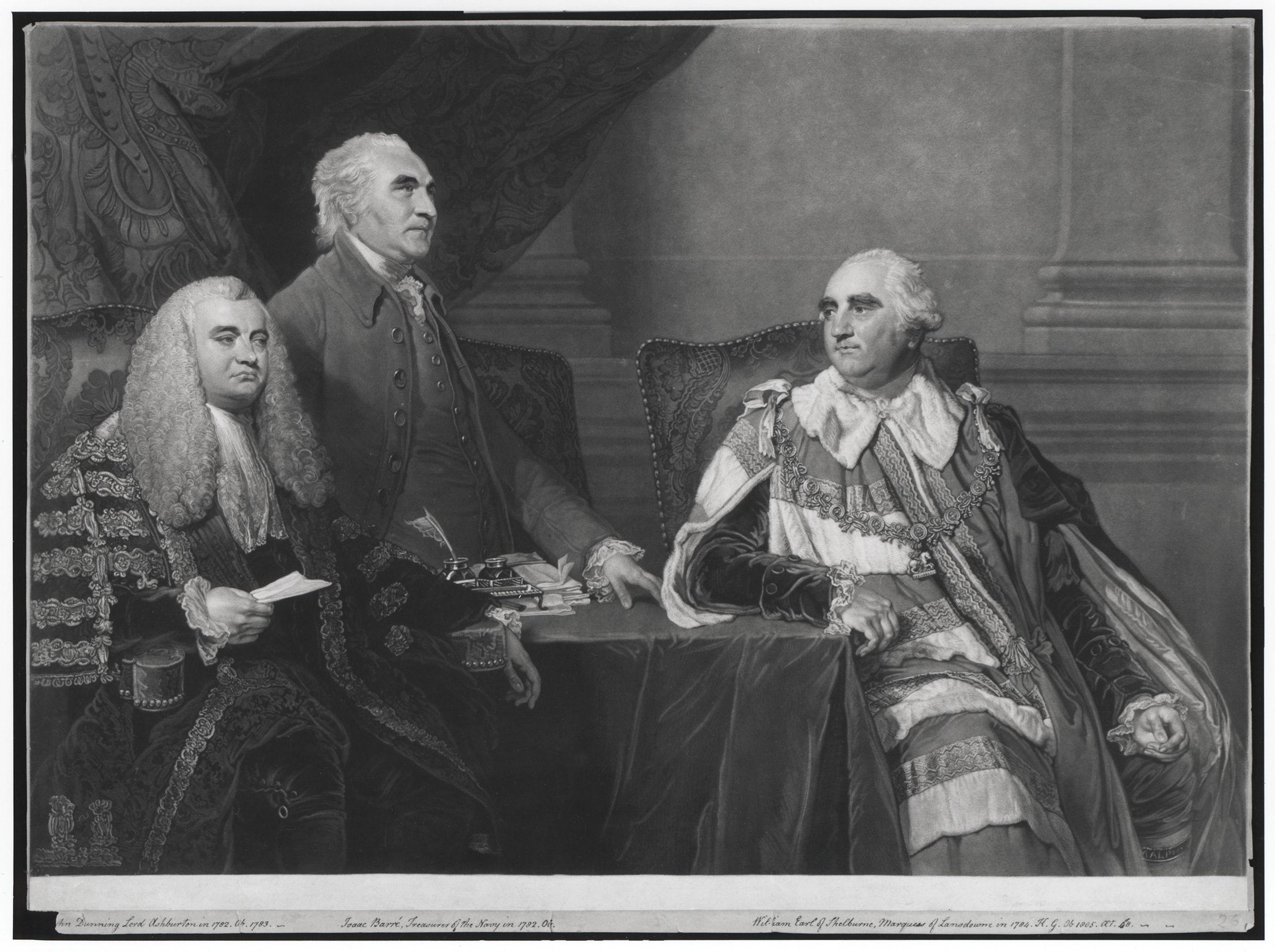
シェルバーン伯派の議員たち。左から初代アシュバートン男爵ジョン・ダニング、イザック・バレー、シェルバーン伯（ジョシュア・レノルズ画）

1778年5月に大ピットが死ぬとその派閥を継承した。大ピットと同じくアメリカ独立に反対した。これに対して第2代ロッキンガム侯爵チャールズ・ワトソン＝ウェントワース率いる野党派閥は、アメリカ独立に前向きであり、両派閥は同じ野党でありながら対立を深めた。
また議会外民衆による議会改革運動についてもロッキンガム侯が冷淡な態度をとったのに対して、シェルバーン伯は「有効な議会刺激策」と評して好意的な態度をとった。この件を巡っても両派閥は鋭く対立し、ロッキンガム派はシェルバーン派を「空想的・幻想的理念に浸って、現実的な改革を水泡に帰せしめている」と批判し、他方シェルバーン派はロッキンガム派を「宮廷政府に抵抗できる民衆世論の自由な展開を頑固に阻止している」と批判していた。
1780年4月にはシェルバーン派に属する議員ジョン・ダニング(後の初代アシュバートン男爵)が君主権力の制限を求めるダニング動議を提出し、可決されたが、その請願が受け入れられない限り解散総選挙は認めないとする動議は政府の中立派議員取り込みの多数派工作や両野党の分裂状態のために可決されなかった。この野党の分裂状態はノース卿内閣の政権維持に資していた。

### ロッキンガム侯内閣の閣僚
しかし1782年2月にはアメリカ独立戦争の敗北が必至となった戦況によりノース卿内閣は議会の信任を失い、アメリカにおける戦争終結の動議が可決されたことで辞職を余儀なくされた。アメリカ独立に前向きな第2代ロッキンガム侯爵チャールズ・ワトソン＝ウェントワースを後任の首相とすべき政治状況となったが、アメリカ独立承認を頑なに拒んできた国王ジョージ3世は、新内閣がアメリカ独立承認に前のめりになることを恐れ、アメリカ独立に反対するシェルバーン伯の入閣をロッキンガム侯に認めさせた。その結果、シェルバーン伯は内務大臣として同内閣に入閣することになった。
これまで野党として国王を批判してきたシェルバーン伯だったが、これ機に完全にキングスフレンド(親国王派)の政治家となる。国王の庇護を受けるシェルバーン伯には大きな権限が与えられていた。内閣のすべての政策立案に参加できるうえ、首相たるロッキンガム侯と対等な割合でパトロネージを行使することが認められていた。しかしこれにより内閣成立後、すぐに首相ロッキンガム侯との対立が深まった。ロッキンガム侯はいかなる政策も首相たる自分を通して行われるべきと主張したが、シェルバーン伯は「いかなる政務もまず最初に陛下の命令に服する各省庁において決定され、ついで陛下の指示に服する内閣の検討に委ねられるべき」と抗弁し、各大臣の個別的責任制を主張した。国王はもちろんシェルバーン伯の意見に与していた。
閣僚の顔ぶれもシェルバーン派の議員の初代カムデン伯爵チャールズ・プラットと初代アシュバートン男爵ジョン・ダニングが入閣していた他、キングスフレンドの閣僚が多く、そのため首相ロッキンガム侯よりシェルバーン伯を支持する者が多かった。
このような立場から彼は閣僚でありながらきわめて独立的であり、政府提出法案に反対することもあった。旧植民地アメリカとの交渉は国王の後押しでシェルバーン伯が担当することになったが、シェルバーン伯はアメリカ独立戦争敗北が必至になった今でもアメリカの完全独立には消極的であり、アメリカ独立を無条件に支持する外務大臣チャールズ・ジェームズ・フォックスと対立を深めた。

### 首相として
1782年7月1日に首相ロッキンガム侯爵が死去すると国王の独断でシェルバーン卿に組閣の大命が下った。シェルバーン伯は組閣にあたって大ピットの息子である23歳の小ピットを財務大臣に迎えた。一方フォックス派は議会の多数派を得ている党派から首相を出すべきと考えていたので国王が独断でシェルバーン伯に大命を与えたことに反発して下野した（対してシェルバーン伯は首相の人選は国王の大権と考えていた）。
引き続きアメリカとの交渉にあたり、何らかの形で両国間に紐帯を残そうと尽力したが、アメリカは完全独立を要求し続けた。イギリス軍の戦況が劣勢な以上シェルバーン伯が折れるしかなく、最終的にはアメリカ完全独立を認めることとなった。
独立承認が不可避となるとシェルバーン伯は自由貿易主義者として英米の通商貿易強化を志向した。この通商関係の中心をロンドンに置くことでアメリカを実質的にイギリス国王の支配下に置こうという目論みもあった。アメリカの領土要求も呑み、ミシシッピー川以東の領土をアメリカに割譲することを認めた。アメリカの領土要求を満たすことが両国のパートナーシップの確立につながり、またアメリカが領土拡大すれば英米通商でのイギリス工業家の利益は増すという考えからだった。1782年11月にそれらを主旨とする仮条約が英米間で締結された。
しかしいまだ自由貿易は議会から広く支持される思想ではなかった。1783年2月中旬には野党のフォックス派とノース卿派が連合を組み、シェルバーン卿が締結した仮条約について「アメリカに譲歩し過ぎている」という批判を展開するようになった。そして1783年2月17日と21日の庶民院の採決において講和条約非難決議が207対190で可決され、政府は敗れた。これを受けてシェルバーン伯は2月24日に総辞職を余儀なくされた。
シェルバーン伯辞職後も国王はしばらくフォックスら政党政治論者を拒否しつづけたが、結局1か月後の4月2日にはフォックスが主導する第3代ポートランド公爵ウィリアム・キャヴェンディッシュ＝ベンティンク内閣(フォックス＝ノース連合)を成立させることを余儀なくされた。彼らは1783年9月にシェルバーン伯が結んだ仮講和条約とほぼ同じ内容の講和条約パリ条約をアメリカとの間に結んでいる。

### 首相退任後
1784年12月にランズダウン侯爵位を与えられたが、首相退任後は事実上政界から引退し、二度と官職に付くことはなかった。シェルバーン伯の派閥は小ピットが継承し、彼らが近代トーリー党(後の保守党)となっていく。
1805年5月7日にロンドン・バークレー広場で死去した。爵位は長男ジョン・ヘンリー・ペティが継承した。

## 人物

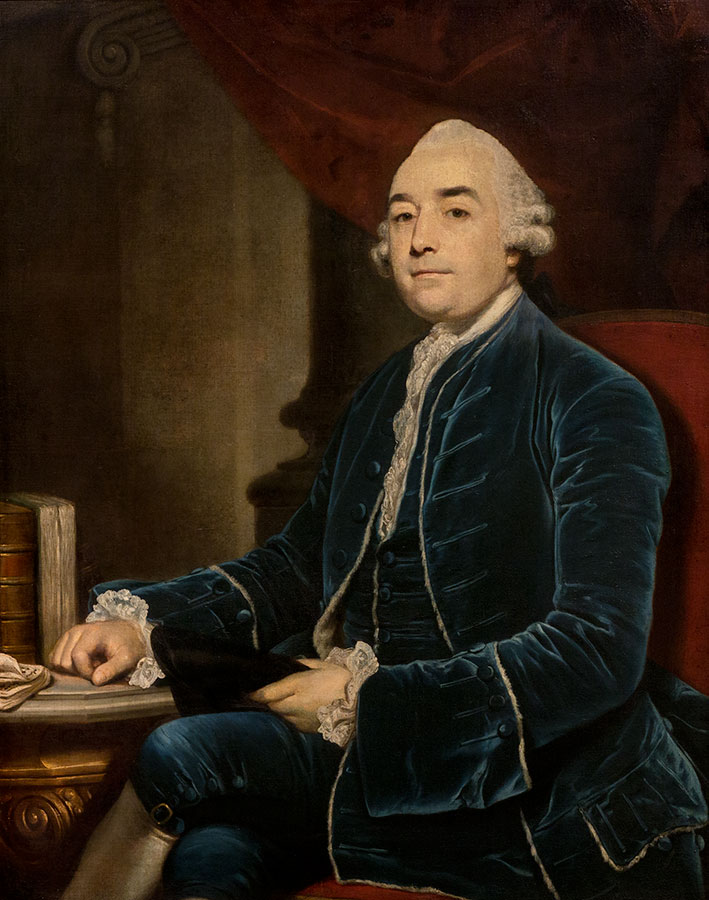
ジョシュア・レノルズ画のシェルバーン卿

彼のボスだった大ピットと同じく政党政治から超然としていたため、保守反動と思われて政治家としては不人気だった。
しかし思想家ジェレミ・ベンサムや科学者ジョゼフ・プリーストリーらの庇護者であったため、概して啓発的な意見の持ち主だった。例えば、カトリックの解放、議会改革や経済改革を提唱している。彼の継承者である小ピットの財政政策には、彼の影響が見られる。またアダム・スミスやジョサイア・タッカーの門弟を自負する自由貿易主義者でもあった。
文学や絵画・彫刻などに理解があり、晩年には芸術の保護に力を入れた。

## 栄典

### 爵位
1761年5月14日の父ジョン・ペティの死により以下の爵位を継承。
- 第2代シェルバーン伯爵 (2nd Earl of Shelburne)
(1753年6月6日の勅許状によるアイルランド貴族爵位)
- 第2代フィッツモーリス子爵 (2nd Viscount FitzMaurice)
(1751年10月7日の勅許状によるアイルランド貴族爵位)
- 第2代ダンケロン男爵 (2nd Baron Dunkerron)
(1751年10月7日の勅許状によるアイルランド貴族爵位)
- バッキンガム州におけるチッピング・ウィコムの第2代ウィコム男爵 (2nd Baron Wycombe, of Chipping Wycombe in the County of Buckingham)
(1760年5月20日の勅許状によるグレートブリテン貴族爵位)

1784年12月6日に以下の爵位に新規に叙された。
- 初代ランズダウン侯爵 (1st Marquess of Lansdowne)
(勅許状によるグレートブリテン貴族爵位)
- バッキンガム州におけるチッピング・ウィコムの初代ウィコム伯爵 (1st Earl Wycombe, of Chipping Wycombe)
(勅許状によるグレートブリテン貴族爵位)
- 初代キャルネ＝キャルストン子爵 (1st Viscount Calne and Calston)
(勅許状によるグレートブリテン貴族爵位)

### 勲章
- 1782年4月19日、ガーター騎士団(勲章)ナイト（KG）[1]

### その他名誉職
- 1763年4月20日、枢密顧問官（PC）
- 1798年3月22日、ロンドン考古協会フェロー（FSA）[1]

## 家族
1765年にソフィア・カートレット（第2代グランヴィル伯爵ジョン・カートレットの娘）と結婚し、彼女との間に以下の1子を儲けた
- 第1子（長男）ジョン・ヘンリー・ペティ（1765年 - 1809年） - 政治家。第2代ランズダウン侯爵位を継承。

1771年に先妻ソフィアと死別し、1779年にルイーザ・フィッツパトリック（初代アッパー・オソリー伯爵ジョン・フィッツパトリックの娘）と再婚した。彼女との間に以下の2子がある。
- 第2子（次男）ヘンリー・ペティ＝フィッツモーリス（1780年 - 1863年） - 政治家。第3代ランズダウン侯爵位を継承。本家から第4代ケリー伯爵・第24代ケリー男爵位も継承。
- 第3子（長女）ルイーザ・フィッツモーリス（? - 1789年）